# My Heart Can't Take It No More
My Heart Can't Take It No More è un singolo del gruppo femminile statunitense The Supremes, pubblicato nel 1963. Il brano è stato scritto e coprodotto da Clarence Paul.

## Tracce
- 7"

1. My Heart Can't Take It No More
2. You Bring Back Memories

## Formazione
- Diana Ross - voce, cori
- Florence Ballard - cori
- Mary Wilson - cori
- The Funk Brothers - gruppo